# Trehörningen, Umeå kommun
Trehörningen är en ort i Umeå kommun belägen norr om sjön Trehörningen. SCB avgränsade från 1995 till 2015 för bebyggelsen i västra delen av orten en småort namnsatt till Trehörningen (västra delen). Vid småortsavgränsningen 2015 fanns färre än 50 invånare inom småorten som därmed avregistrerades. Vid avgränsningen 2023 uppfylldes åter kriterierna för småort och den klassades som sådan då även de centrala delarna av orten ingår.